# NGC 5456
NGC 5456 (другие обозначения — UGC 9004, MCG 2-36-36, ZWG 74.89, PGC 50213) — линзообразная галактика (S0) в созвездии Волопас.
Этот объект входит в число перечисленных в оригинальной редакции «Нового общего каталога».